# Lista över musiker i Kungliga Hovkapellet
Detta är en lista över ett urval musiker i Kungliga Hovkapellet. Årtalen anger anställningsår eller period då musikern var anställd i Kungliga Hovkapellet. LMA plus årtal står för året när personen blev invald som ledamot av Musikaliska Akademien. 

## Dirigenter

### Hovkapellmästare
- 1636–1640: Ludwig Bille, kapellmästare
- 1642–1662: Anders Düben d.ä., organist, kapellmästare
- 1663–1690: Gustaf Düben d.ä., organist, kapellmästare
- 1690–1699: Gustaf von Düben d.y., kapellmästare
- 1699–1726: Anders von Düben d.y., kapellmästare
- 1767–1788: Francesco Antonio Uttini, kapellmästare
- 1788–1792: Joseph Martin Kraus hovkapellmästare. LMA 1780.
- 1786–1799: Georg Joseph Vogler, organist, kapellmästare
- 1799–1808: Johann Christian Friedrich Haeffner
- 1808–1810: Joachim Nicolas Eggert
- 1810–1812: Johann Heinrich Küster
- 1812–1822: Édouard du Puy
- 1822–1849: Johan Fredrik Berwald
- 1849–1858: Jacopo Foroni
- 1858–1861: Ignaz Lachner
- 1861–1885: Ludvig Norman
- 1862–1868: August Söderman
- 1864–1868: Herman Berens den äldre
- 1885–1907: Richard Henneberg
- 1892–1897: Andreas Hallén
- 1898–1922: Herman Berens den yngre
- 1908–1910: Hjalmar Meissner
- 1911–1923: Armas Järnefelt
- 1922–1923: Richard Henneberg
- 1923–1932: Armas Järnefelt, förste hovkapellmästare
- 1923–1924: Adolf Wiklund
- 1930–1953: Nils Grevillius
- 1932–1933: Armas Järnefelt, förste hovkapellmästare
- 1936–1937: Leo Blech
- 1938–1939: Leo Blech
- 1938–1946: Armas Järnefelt, förste hovkapellmästare
- 1940–1949: Leo Blech
- 1946–1964: Herbert Sandberg
- 1949–1950: Armas Järnefelt, förste hovkapellmästare
- 1957–1960: Nils Grevillius
- 1962–1964: Nils Grevillius
- 1964–1966: Herbert Sandberg
- 1953–1960: Sixten Ehrling
- 1964–1965: Sixten Ehrling
- 1967–1968: Sixten Ehrling
- 1968–1977: Kurt Bendix
- 1972–1973: Sixten Ehrling
- 1976–1982: Sixten Ehrling, förste hovkapellmästare
- 1982–1993: Sixten Ehrling, förste hovkapellmästare
- 1983–1985: Kurt Bendix
- 1984–1988: Stig Westerberg
- 1992–1999: Siegfried Köhler
- 1994–1999: Sixten Ehrling, förste hovkapellmästare
- 1995–1997: Kjell Ingebretsen
- 1995–2004: Leif Segerstam
- 2000–2001: Sixten Ehrling, förste hovkapellmästare
- 2000–2002: Siegfried Köhler
- 2003–2005: Siegfried Köhler
- 2008–2009: Leif Segerstam
- 2014–2015: Leif Segerstam
- 2022-    : Alan Gilbert

### Kapellmästare
- 1905–1907: Armas Järnefelt
- 1907–1911: Armas Järnefelt
- 1910–1911: Tullio Voghera
- 1915–1917: Tullio Voghera
- 1921–1922: Tullio Voghera
- 1922–1930: Nils Grevillius
- 1929–1943: Tullio Voghera
- 1933–1946: Herbert Sandberg
- 1939–1948: Sten-Åke Axelson
- 1944–1953: Sixten Ehrling
- 1948–1949: Stig Rybrant
- 1951–1968: Kurt Bendix
- 1951–1958: Arne Sunnegårdh
- 1953–1957: Stig Westerberg
- 1954–1968: Bertil Bokstedt
- 1960–1965: Michael Gielen
- 1960–1963: Arne Sunnegårdh
- 1964–1967: Ino Savini
- 1970–1971: Bertil Bokstedt
- 1972–1973: Bertil Bokstedt
- 1972–1993: Björn Hallman
- 1985–1986: Eri Klas
- 1989–1990: Siegfried Köhler
- 1984–1992: Gary Berkson
- 1997–1999: Alberto Hold-Garrido
- 2001–2002: Alberto Hold-Garrido
- 2002–2005: Gerard Korsten

#### Förste kapellmästare
- 1969–1973: Silvio Varviso
- 1973–1982: Berislav Klobucar
- 1986–1989: Eri Klas
- 1990–1992: Siegfried Köhler

### Vice kapellmästare
- 1624–1633: Jacob Schmidt, falsettist
- 1681–1682: Christian Ritter, organist
- 1688–1699: Christian Ritter, organist
- 1690–1704: Gottfried Bucholtz
- 1704–1726: Gottfried Bucholtz

### Chefsdirigenter
- 2002–2003: Alberto Hold-Garrido
- 2012–2017: Lawrence Renes

### Konsertmästare
- 1773–: Eric Ferling
- 1787–1796: Christian Friedrich Müller
- 1787–1796: Johan David Zander
- 1793–1799: Edouard du Puy
- 1795–1807: Pierre Joseph Lambert
- 1799–1812: Carl Adam Norman
- 1801–1820: Carl Johan Westerdahl
- 1836–1864: Andreas Randel
- 1861–1868: Eduard d'Aubert
- 1866–1882: Jean Meyer
- 1882–: Johan Fridolf Book
- 1902–1912: Karl Gustaf Åberg
- 1917–1920–: Tohr Waldemar Bendixen

## Violinister
- Michael Mittenzwey, violist, 1620–1623
- Andreas Kirchoff, violist, 1638–1647
- Friedrich Scherle, diskantist, violist, 1639–1673
- Ambrosius Scherle d.ä., violinist, 1639–1655
- Nicolas Picart, violinist, 1646–1650
- Pierre Garset, violinist 1646–1650, 1651–1655
- 1648–1706: Pierre Verdier
- 1651–1654: Adrien de Lacroix
- 1651–1666: Pierre Guillerau
- 1651–1654: Francois de Lacroix
- 1651–1653: Nicolas Bigot
- 1652–1654: Thomas Baltzer
- 1663–1680: Bogislaus Kühnell
- 1663–1676: Joachim Rose
- Carl Hintz, violist, sångare, 1666–1674
- 1683–1720: Johan Roman
- 1683–1704: Peter Paul Hoppe
- 1711–1721: Johan Helmich Roman, vice kapellmästare, 1721–1728, kapellmästare, 1729–1758
- 1716–1740: Jonas Högman
- 1720–1777: Johan Reinholt Knapp
- 1723–1786: Joachim Daniel Güdenschwager
- 1735–1738: Per Brant (konsertmästare 1738–1748, kapellmästare 1758–1767)
- 1743–1777: Anton Perichon (konsertmästare från 1758)
- 1746: Petter Berggren (1712–1773)
- 1748–1773: Anders Wesström
- 1758–1775: Elias Carlander
- 1761–1790: Eric Ferling
- 1763–1798: Carl Ulric Fallei
- 1768–1791: Matheus Daniel Böritz
- 1772–1786: Johan David Zander
- 1773–1787: Friedrich Benedict Augusti
- 1773–1814: Petter Gustaf Berggren
- 1773: Filippo Leonardi
- 1773–1781: Johan Gustaf Simson
- 1773–1812: Carl Friedrich Wilhelm Salomoni (1752–1812)
- 1773–1798: Johan Casper Meckel
- 1773–1806: Christian Friedrich Georg Berwald
- 1773–1798: Carl Ulrik Faley
- 1775–1794: Johan Grafström
- 1778–1792: Johan Wilhelm Ankar
- 1778–1784: Abraham Medelberg
- 1778–1784: Olof Olin
- 1779–1785: ? Zeyer (eller Zeyre)
- 1780–1817: Christian Friedrich Müller
- 1780–1781: Anders Öhrman
- 1780–1791: Johan Magnus Kjellberg
- 1782–1803: C. Paul Chiewitz
- 1782–1795: Pierre Joseph Lambert
- 1783–1800: Georg Johann Abraham Berwald
- 1784–1808: Jean Pierre Deland
- 1785–1806: Per Wessberg
- 1786–1814: Johan Samuel Heinrici
- 1788–1789: Henric Bratt den yngre
- 1791–1806: Sven Widström
- 1792–1801: Ferdinand Gramm
- 1792–1805: Daniel Nystedt
- 1792–1815: Paul Erasmus Chiewitz
- 1793–1799: Edouard du Puy
- 1793–1799: Carl Adam Norman
- 1793–1808: Per Widerholm
- 1793–1828: Jakob Preussmark
- 1795–1829: Johan Gottlieb Fürstenhoff
- 1797–1820: Moses Salomon
- 1800–1820: Carl Johan Westerdahl
- 1804–1831: Carl Romin
- 1804–1812: Joachim Nicolas Eggert
- 1811–1820: Carl Nyström
- 1811–1820: Johan Gustaf Zetterström
- 1812–1818: Franz Berwald
- 1814–1822: Johan Fredrik Berwald
- 1814–1815: Olof Willman
- 1814–1825: Johan Gabriel Svanberg
- 1814–1818: Per Öhman
- 1815–1832: August Berwald (konsertmästare)
- 1815–1824: Jacob Albert Fabian
- 1815–1817: Fr. Bach
- 1816–1830: Fredrik Wilhelm Hildebrand
- 1817–1843: Andreas Lethin
- 1818–1828: Adolf Fredrik Schwartz
- 1820–1823: Franz Berwald
- 1820–1837: Carl Henrik Norman
- 1820–1827: Mauritz Zinn
- 1822–1834: Adolph Beer
- 1825–1850: Jakob Herman Sjöberg
- 1827–1841: Pierre Michel Feron
- 1828–1864: Andreas Randel
- 1828–1834: Fredrik Pacius
- 1828–1834: Johan David Müller (1810–1834)
- 1829–1844: Carl Fredrik Braunstein
- 1829–1867: Peter Elvers
- 1830–1865: Johan Jakob Nagel
- 1830–1832: Wilhelm Fredrik Gränz
- 1833–1844: Jacob Töstie
- 1834–1838: Johan Fredrik Weiss
- 1836–1838: G. Liebrecht
- 1838–1858: Fredrik Wilhelm Liedberg
- 1839–1859: Nils Gustaf Nystedt
- 1839–1841: Gottfried Ernst Uhlig
- 1841–1843: Carl Aron Rosenthal
- 1841–1861: Eduard d'Aubert
- 1844–1869: Adolf Fredrik Lindroth
- 1844–1846: Gustaf Robert Schaumkell
- 1844–1846: Conrad Rudolf af Uhr
- 1845: Julius Semler
- 1846: O. P. Holmin
- 1846–1848: A. G. Ljung
- 1847–1848: Carl Gustaf Elert
- 1848–1853: Martin Zeller
- 1848–1852: Jean Meyer
- 1850: C. Wittig
- 1850–1875: Johan Fredrik Lundström
- 1850–1864: Erik Gustaf Kolthoff
- 1852–1853: August Adolf Berens
- 1852–1889: Johan Fridolf Book
- 1853: Joseph Dente (konsertmästare från 1868), kapellmästare 1872, hovkapellmästare 1879.
- 1853: W. Flagge
- 1858–1878: Peter Alfred Oppfeldt
- 1859–1865: Carl Kempff
- 1861–1865: Jean Meyer
- Ignaz Lachner, kapellmästare 1858–1861
- 1863–1866: Johan Fredrik Uppgren
- 1863–1888: Theodor Lindström
- 1864–1884: G. Wolter
- 1865–1868: C. W. van der Burg
- 1866, 1869–1871: G. J. Stridbeck
- 1866–1869: Louis Möller
- 1866–1890: O. Tyboni
- 1866–1879: Richard Hagemeister
- 1866–1871: N. Biernacki
- 1866–1871: J.F. Lindmark
- 1869: Johan Lindberg
- 1871–1889: Carl Oscar Fredrik Kuhlau
- 1872–1885: G. W. A. Eckhell
- 1872–1879: John Enninger
- 1873–1874: C. Robsahm
- 1876–1921: Emil Sundqvist
- 1877–1924: Thure Thufvesson
- 1879–1905: Walfrid Eriksson
- 1880–1886: Fridolf Schützer
- 1882–1914: Lars Zetterquist
- 1884–1894: Edvin Sjöberg
- 1885–1886: Carl Gustaf Zetterqvist
- 1885–1886: Karl Johanneson
- 1885–1913: Gabriel Nyberg
- 1885–1888: G. Ruthström
- 1886–1887: Axel Borg
- 1886–1890: Erik Ragnar Borgstedt
- 1888–1890: C. H. Berens
- 1888–1892: Ernst Ellberg
- 1888–1889: Carl Kihlman
- 1889–1890: Nils Pauli
- 1889–1897: Tor Aulin.
- 1890–1894: Fridolf Schützer
- 1890–1902: Fritz Ringström
- 1890–1891: Hugo Alfvén
- 1890–1905: Carl Oscar Bergendahl
- 1891–1911: Carl Gustaf Zetterqvist
- 1891–1892: Sven Kjellström
- 1891–1892: Axel Fritzohn
- 1891–1892: J. S. Kjellberg
- 1894–1914: Axel Fritzohn
- 1894: A. Beerman
- 1897–1898: Ivan Tägtström
- 1898–1903, 1921–1932: Carl Kihlman
- 1898–1903: Carl Göran Nyblom
- 1900–1903: Johan Fredrik Tropp
- 1903–1908: Gustaf Ruckman
- 1903–1911: Olof Bergman
- 1910–1911: Fritz Ahlberg
- 1911–1915: Fritz Johansson
- 1914–1950: Carl Wilhelm Magnusson
- 1916–1917: N. Quist
- 1917–1918: Fritz Johansson

### Violin I
- 1885–1932: Christian Sandqvist
- 1888–1912: Karl Gustaf Åberg
- 1898–1932: Nils Ericsson
- 1902–1916: Magnus Ahlberg
- 1906–1942: Ragnar Bergström
- 1911–1914: Nils Grevillius (Hovkapellmästare från 1921)
- 1912–1948: Giovanni Turicchia
- 1915–1917: Tohr Waldemar Bendixen
- 1916–1919: Leo Funték
- 1917–1919: Herman Cristian Gramss
- 1917–1918: Gösta Adolf Andreasson
- 1917–1918: Oscar Erlandsson
- 1918–1919: Enoch Hartvick
- 1918–1919: Mario Galli
- 1918–1949: Gustav Helander
- 1919–1926: Einar Anderson
- 1919–1924: Adolf Bothe
- 1920–1929: Tohr Waldemar Bendixen
- 1921–1951: Oscar Erlandsson
- 1921–1945: Tobias Wilhelmi
- 1926–1936: Johan Olof Wilhelm Kjellberg
- 1932–1934: Per Wilhelm Carlsten
- 1932–1947: Folke Englund
- 1932–1968: Italo Pilotti
- 1934–1946: Ivan Ericson
- 1936–1974: Holger Gustafson
- 1942–1961: Ernst Eric Källberg
- 1945–1958: Percy Engborn
- 1946–1974: Gösta Molin
- 1946–1958: Arnold Österlund
- 1949–1982: Rolf Hallberg
- 1949–1979: Gösta Lax
- 1950–1956: Bengt T:son Almqvist
- 1952–1985: Edit Wohl-Ernster
- 1954–1956: Ester Näslund
- 1956–1968: Folke Englund
- 1956–1969: Bengt Olov Steinert (Åslund)
- 1957–1963: Harry Damgaard
- 1959–1996: Ulf Engström
- 1959–1972: Stig Lagerqvist
- 1960–1963: Gert Crafoord
- 1961–1962: Hi Choon Lee
- 1961–1963: Tibor Fülep
- 1962–1970: Ole Hjorth
- 1962–1998: Yoo-Jik Lim
- 1962–2008: Hubert Reinholdson
- 1963–1970: Dag Vallberg
- 1963–1983: Lucien Savin
- 1963–1964: Lars Widén
- 1964–1981: Josef Grünfarb
- 1965–1974: Inge Boström
- 1965–1988: Josef Benczy
- 1965–1970: Lars-Erik Fjellstedt
- 1966–1996: Predrag Novovic
- 1968–1972: Inge Thorsson
- 1969–1970: Erik Freitag
- 1970–1973: Bernt Lysell
- 1970–1973: Ann-Marie Lysell
- 1970–1971: Adam Hamburger
- 1970–2000: Kristina Samuelsson
- 1971–1975: Torbjörn Rosell
- 1972–1976: Carl-Johan Westfelt
- 1972–1993: Birgitta Nordfalk
- 1972–2019: Ann-Marie Hofer
- 1973–1980: Nils-Erik Sparf
- 1973–1990: Inga Överström
- 1974–1980: Varoujan Kodjian
- 1974–1995: Zahari Mirchev
- 1975–1980: Peter Fellin
- 1975–2013: Lisbeth Lindström
- 1976–1992: Gunhild Wedin
- 1979–: Gunilla Markström
- 1980–: Mikael Brehmer
- 1980–1983: Semmy Stahlhammer
- 1981–2017: Marie Alemo
- 1982–1987: Ulrika Frankmar
- 1982–1984: Kjell Lysell
- 1983–2013: Tomas Gustafsson
- 1984–1987: Vladimir Mirchev
- 1985–1992: Henrik Hansson
- 1985–2006: Ulf Carlson
- 1987–: Leila Forstén
- 1987–: Anders Wall
- 1990–2000: Einar Sveinbjörnsson
- 1992–2019: Marc Power
- 1992–2018: Ingalill Sekunde
- 1992–: Birthe Jonsson
- 1994–: Peter Engström
- 1995–2017: Semmy Stahlhammer
- 1998–2002: Mikael Crafoord
- 1998–: Liza Tokumitsu
- 2000–2006: Jeffrey Lee
- 2000–2003: Henrik Peterson
- 2000–: Malin Peterson
- 2000–: Anna Petry
- 2002–: Natalya Beshulya
- 2008–2018: Jeffrey Lee
- 2010–2012: Claudia Bonfiglioli
- 2010–: Tale Olsson
- 2011–: Jannica Gustafsson
- 2015–: Aleksander Sätterström
- 2017–: Jakub Nowak
- 2016–: Anders K. Nilsson
- 2018–: Carl Vallin
- 2019–: Linnea Andersson Meilink
- 2019–: Henriette Klauk
- 2019–: Ji Hyun Lee

### Violin II
- 1893–1899: Emanuel Sperati
- 1897–1934: Wilhelm Enstedt
- 1902–1914: Knut Torild Bierne
- 1906–1945: Henry Carlborg
- 1907–1939: Nils Nilsson
- 1911–1949: Oscar Axel Larsson
- 1913–1929: Walter Lindberg
- 1914–1948: Herman Lagerqvist
- 1919–1937: J. Oscar Rosing
- 1921–1924: Knut Torild Bierne
- 1921–1925: Otto Ekstam
- 1922–1923: H. Johansson
- 1922–1923: J. H. Wanger
- 1929–1950: John Herbert Jarl
- 1934–1960: Per Wilhelm Carlsten
- 1937–1960: Helge Widegren
- 1939–1946: Åke Johnsson
- 1945–1946: Gösta Molin
- 1945–1984: Eric Rischov
- 1946–1949: Rolf Hallberg
- 1946–1960: Åke Warthel
- 1949–1980: Gösta Macklin
- 1949–1958: Josef Aldén
- 1949–1954: Stig Nedler
- 1952–1955: Arne Hagen
- 1954–1984: Gunnar Klinge
- 1954–1956: Folke Englund
- 1956–1957: Harry Damgaard
- 1957–1981: Margit Döme
- 1957–1959: Gösta Hansson
- 1958–1971: Percy Engborn
- 1959–1976: Kaj Nordstrandh
- 1960–1962: Ole Hjorth
- 1961–1980: Marianne Berens
- 1961–1962: Ernst Eric Källberg
- 1961–1970: Jan-Ewert Andersson
- 1961–1963: Dag Vallberg
- 1962–1963: Lucien Savin
- 1963–1967: Yvonne Bergström
- 1963–2004: Gunnel Borseman-Alestedt
- 1963–1993: Manfred Pöppel
- 1964–1977: Andor Sagi
- 1964–2002: Lars Widén
- 1967–1973: Stig Jansson
- 1968–1988: Juraj Medersten
- 1972–1992, 1995–2014: Kristina Westfelt
- 1973–1980: Eva Isaksson-Hedlund
- 1980–1990: Ann-Marie Lysell
- 1975–2017: Anders Eriksson
- 1974–2012: Michael Paasche
- 1979–1997: Bernt Nilsson
- 1980–2016: Carl-Gustav Malmgren
- 1980–1989: Ingrid Olsson
- 1981–1987: Svante Olsson
- 1983–: Berit Mattsson
- 1984–: Peter Lundström
- 1987–2019: Fedia Trifonov
- 1988–: Monica Forsberg
- 1988–: Friedemann Stumpf
- 1991–1992: June Gustafson Lyng
- 1991–2006: Jennie Sandborg
- 1995–: Ylva Larsson Svanström
- 1995–2017: June Gustafson Lyng
- 1995–1997: Jeffrey Lee
- 1997–2013: Jan Svensson
- 1998–: Andrej Nikolaev
- 2003–: Anna Brundin-Mossop
- 2013–2017: Tomas Gustafsson
- 2013–: Jennie Sandborg
- 2013–: Jan Stigmer
- 2016–: Khai Ern Ooi
- 2016–: Alexander Chaleff
- 2020–: Shiori Horiguchi

## Altviolinister
- 1773–1785: Fredrik Kuhlau
- 1773–1804: Johan Christian Leiditz
- 1773–1803: Fredrik Söderman
- 1773–1820: Carl Fredrik Reddewigh
- 1782–1794: Anders Öhrman
- Johann Christian Friedrich Haeffner (1759–1833), altviolinist, biträdande hovkapellmästare 1786, stf 1796, 1:e hovkapellmästare 1795 (formellt 1799) –1807. LMA 1788.
- 1787–1818: Peter Askergren
- 1793–1834: Fredrik Löfgren
- 1793(?)–1806: Lorens Fredrik Nordstedt
- 1798–1814: David Nystedt
- 1811–1815: Johan Gottfrid Zaar
- 1813–1814: Johan Fredrik Berwald
- 1813–1814: P. August Pfeiffer
- 1813–1814: Per Öhman
- 1813–1814: Olof Willman
- 1820–1833: Moses Salomon
- 1820–1846: Johan Erik Holmström
- 1820–1824: Johan Gustaf Zetterström
- 1824–1828: Franz Berwald
- 1828–1878: Adolf Fredrik Schwartz
- 1833–1835: Frederik Carl Lemming
- 1833–1841: Carl Aron Rosenthal
- 1838–1847: Lars Gustaf Carlbom
- 1841–1844: Gottfried Ernst Uhlig
- 1844–1849: Louis August Ferdinand Kördel
- 1846–1871: Conrad Rudolf af Uhr
- 1847–1859: Friedrich Wilhelm Theodor Pieper
- 1849–1850: Adolf Ferdinand Edvard Schmal
- 1850–1851: Albert Rubenson
- 1851–1889: Carl Gustaf Book
- 1859: Johan Conrad Nordqvist (hovkapellmästare 1885)
- 1866–1871: J. E. Gille
- 1866–1892: Carl Louis Heimbert Möller
- 1863–1868: Johan Fredrik Uppgren
- 1871–1875: Gustaf Wilhelm Åhman
- 1875–1878: C. O. Lundqvist
- 1875–1910: Martin Albin Strömberg
- 1875–1879: W. Micha
- 1876–1879: Wilhelm Julius Theodor Asp
- 1876–1879: J. Enniger
- 1877–1901: Frederik Sören Sörensen
- 1878–1880: Christian Sandqvist
- 1880–1882: Fritz W. Westbeck
- 1882–1905: Axel Bergström
- 1882–1883: Arthur Rydberg
- 1883–1884: Carl Bredberg
- 1883–1884: Edvard Gustaf Lindh
- 1884: Edvin Sjöberg
- 1884–1893: Emanuel Sperati
- 1889: Sigfrid Stenhammar
- 1889–1891: Axel Mauritz Fritzohn
- 1890–1891: Hugo Alfvén
- 1892–1905: Ernst Ellberg
- 1897–1901: John Wilhelm Arrhén
- 1901–1902: E. Rendahl
- 1901–1933: Carl Axel Wallén
- 1903–1907: Johan Oskar Uppström
- 1905–1913: Erik Uppström
- 1905–1922: Johan Walfrid Ferdinand Eriksson
- 1907–1943: Frans Julius Larsén
- 1910–1918: Fritz Ringström
- 1913–1915: Tohr Waldemar Bendixen
- 1915–1917: Fritz Johansson
- 1917–1920: Tohr Waldemar Bendixen
- 1918–1920: Ragnar Viktor Widholm
- 1919–1954: Frohwald Erdtel
- 1921–1950: Fritz Johansson
- 1922–1957: Thure Frisk
- 1922–1931: Allan Hillblom
- 1931–1954: Einar Gustaf Grönwall
- 1933–1963: Alfons Lindholm
- 1943–1947: Ingvar Lidholm
- 1947–1978: Eduard van der Kwast
- 1950–1956: Axel Herjö
- 1954–1957, 1962–1970: Åke Arvinder
- 1954–1981: Gösta Finnström
- 1956–1957: Kurt Lewin
- 1957–1982: Peter Döme
- 1957–1976: Karl-Erik Elgstam
- 1958–1991: Lars Brolin
- 1960–2001: Kjell Nilsson
- 1961–1993: Eberhard Eyser
- 1963–1971: Janis Bredermanis
- 1963–2002: Urban Gradén
- 1963–1965: Ralf Benny Schweidenbach
- 1964–1996: Åke Hedlund
- 1965–1989: Magda Fürst
- 1970–1971: Stig Andersson
- 1972–2002: Alm Nils Ersson
- 1976–1987: Sten Niclasson
- 1978–1996: Backa Mikael Eriksson
- 1981–2004: Nikola Zidarov
- 1983–1989: Ingvar Jonasson
- 1985–1998: Karl-Johan Hallander
- 1988–: Jarl Högbom
- 1991–1994: Elisabeth Arnberg
- 1992–2012: Oleg Balabine
- 1993–: Jakob Ruthberg
- 1994–: Karin Ahnlund
- 1994–2020: Maj Molander
- 1996–2010: Torbjörn Helander
- 1998–2020: Ylva Lundén-Welden
- 2000–: Mikael Rydh
- 2002–: Robert Westlund
- 2003–2008: Janne Kannas
- 2006–: Håkan Olsson
- 2010–: Emilie Hörnlund
- 2012–: James Opie
- 2012–: Torbjörn Helander

## Cellister
- 1760–1808: Johan Gottfried Jäger
- 1763–1785: Antoine Uriot
- 1773–1780: Christoffer Pihlman
- 1773–1786: Jacques Anselme Baptiste
- 1783–1801: Paul Wilhelm Cloos
- 1785–1793: Ludvig Pitscher
- 1786–1836: Carl Ignatius Bartholomeus Megelin
- 1798–1802: P. Daubilly
- 1801–1806: Gustaf Adolf Cloos
- 1803–1808: Erik Borén
- 1805–1807: Carl Wilhelm Salgé
- 1808–1820: Carl Josua Preumayr
- 1811–1817: Johan Fredrik Hoffmann
- 1813–1815: Carl Schmaltz
- 1815–1822: Edward Löwe
- 1816–1818: Gustaf Brandes
- 1819–1836: Laurens Westerberg
- 1820–1827: Carl Fredrik Lundwall
- 1820–1826: Fredrik Resin
- 1822–1823: Carl Wilhelm Salgé
- 1823–1838: Carl Josua Preumayr
- 1824–1827: Germund Carl Barkenbom
- 1825–1853: Carl Torssell
- 1827–1838: Andreas Gehrman
- 1835–1838: Carl Johan Fröberg
- 1838–1852: Johan Wilhelm Hägerström
- 1838–1840: E. W. Brandes
- 1838–1852: Johan Eduard Claesson
- 1838–1844: Edvard Mauritz Friedrich Otto Herse
- 1840–1849: Heinrich Carl Wilhelm Bunge
- 1844–1853: Theodor Sack
- 1849–1851: Andreas Gehrman
- 1851–1867: Carl Arnold
- 1852–1855: Heinrich Mollenhauer
- 1853–1873: Johan Fredrik Hjortberg
- 1855–1871: Gustav Adolph d'Arien
- 1855–1857: Anton Conrad Ring
- 1857–1858: Cesar Beer
- 1857–1859: Wilhelm Bennewitz
- 1859–1880: Fritz Adolf Söderman
- 1862–1890: Adolf Fredrik Book
- 1863–1868: Hans Pettersson
- 1871–1905: Anton Jörgen Andersen
- 1873–1905: Harald Bernhard Hypatius Stranensky
- 1880–1898: Berndt Carlson
- 1883–1884: Carl Axel Strindberg
- 1884–1889: Walborg Lagerwall
- 1885–1895: Max Strandberg
- 1888–1903: Carl Bach
- 1890–1898: Erik Borgstedt
- 1899–1934: Carl Lindhe
- 1900–1901: Bror Persfelt
- 1901–1917: Fredrik J. Trobäck
- 1903–1918: Albert Christiansen
- 1905–1906: Carl Bach
- 1905–1942: Thor Lindgren
- 1906–1939: Paul Emanuel Friedholm
- 1917–1918: Tor Mann
- 1918–1954: Eric Holm
- 1918–1919: Bror Lundmark
- 1919–1954: Arthur Smith
- 1922–1941: Bror Persfelt (Pettersson)
- 1934–1957: Gustaf Gröndahl
- 1939–1949: Nils Tidstrand
- 1941–1968: Gösta Lundqvist
- 1942–1970: Charlie Cöster
- 1949–1966: Karl-Göran Bergström
- 1954–1984: Erik Dybeck
- 1954–1983: Erik Lachner
- 1957–1961: Marianne Vallberg
- 1960–2002: Lennart Sköld
- 1961–1997: Ingela Lindholm
- 1961–1963: Gunnar Östling
- 1962–1968: Solveig Saving
- 1965–1984: Georg Rastenberger
- 1965–1966: Birgitta Holmgren-Robertson
- 1967–2000: Ragne Pettersson
- 1968–1969: Tjark Nieuweling
- 1969–1990: Petia Jetchkova-Dageberg
- 1969–2012: Tommy Svanström
- 1970–2008: Per-Ola Claesson
- 1970–2005: Olof Nordlund
- 1983–1990: Åsa Åkerberg
- 1984–1988 och 1990–: Elisabeth Hahn-Eriksson
- 1985–1989: Mats Lidström
- 1989–2010: Leo Winland
- 1991–: Annika Janhagen
- 1995–: Kati Raitinen
- 2000–2001, 2003–2013: Åsne Volle
- 2002–2006, 2008–2011, 2013–: Tamara Beliaeva-Bohlin
- 2003–: Eva Rydström
- 2007–: Mirjam Pfeiffer
- 2010–2011: Elemér Lavotha
- 2012–: Marianne Herresthal Hasselgren
- 2012–2013: Toke Møldrup
- 2014–2015: Frida Waaler Waervågen
- 2015–: Elise Eide
- 2016–: Erik Wahlgren

## Kontrabasister
- 1773–1786: Michael Kraepelin
- 1773–1793: Julius Kuhlman
- 1773–1804: Adolpho Ludovico Uttini
- 1781–1820: Gottlieb Fredrik Ficker
- 1781–1820: Frans Joseph Wirthe
- 1813–1834: Johan David Müller (1785–1834)
- 1816–1817: L. Ferrandini
- 1816–1818: Johan Metz
- 1817–1841: Carl Joseph Samuel Franz Süssmilch
- 1820–1827: Carl Nyström
- 1827–1847: Fredrik August Winter
- 1835–1863: Johan Gustaf Gottfrid Müller
- 1841–1860: Carl Frans Lindenthal
- 1844–1869: August Moritz Schuster
- 1858–1862: Carl Torssell
- 1860–1880: Carl Johan Myhrman
- 1862–1875: Martin Zeller
- 1863–1874: Rudolf Lachner
- 1865–1871: Hjalmar Jacob Edvard Gille
- 1866: J. G. Möller
- 1866–1867: Wilhelm Julius Theodor Asp
- 1871–1879: Wilhelm Julius Theodor Asp
- 1871–1876: Axel Wilhelm Rosendahl
- 1874–1905: Nils Ludvig Smith
- 1875–1908: Johannes Hegner
- 1876–1889: Eduard Staňek
- 1880–1885: Oscar Rosendahl
- 1885–1888: Ernst Fulgentius Eklund
- 1885–1888: Christian Skånberg
- 1888–1907: Albrecht Sommer
- 1889–1922: Franz Otto Meinel
- 1893–1915: Eduard Staňek
- 1905–1925: Carl Oscar Bergendahl
- 1908–1938: Emil Trobäck
- 1908–1924: Bengt Lindegren
- 1916–1917: Herman Cristian Gramss
- 1916-1919: Knut Gullbrandsson
- 1919–1959: Anders Viktor Asp
- 1922–1951: Knut Gullbrandsson
- 1924–1946: Viktor Hugo Qvarnström
- 1938–1973: Erik Degardh
- 1938–1975: Tore Lagerborg
- 1946–1964: Kjell Kjellson
- 1952–1993: Thorvald Fredin
- 1959–1992: Åke Asp
- 1961–1963: Valter Årlind
- 1963–1964: Kjell Nilsson
- 1963–1999: Bernt Svensson
- 1964–1989: Alf Petersén
- 1964–1983: Bengt Nyman
- 1964–2003: Börje Ljungkvist
- 1973–2015: Rose-Marie Thörnqvist-Nordström
- 1975–1986: Mats Ericson
- 1975–1976: Yngve Malcus
- 1978–1979: Teddy Walter
- 1982–1983: Eskil Henriksson
- 1982–1983: Martin Vrethammar
- 1983–: Michael Karlsson
- 1993–1995: Teddy Walter
- 1994–2017: Yngve Malcus

## Flöjtister
- 1713–1722: Johann Jacob Bach
- 1773–1806: Johann Gottlieb Adam
- 1774–1796: Christian Ludwig Kuhlau (även pukslagare 1774–1796)
- 1779–1781: Gries Alstrup
- 1782–1785: ? Brewsozsky
- 1782–1783: Anton Thurner
- 1782–1783: Franz Thurner
- 1783–1795: Johan Fredrik Grenser
- 1793–1796: Gustaf Bratt
- 1795(?)–1806: Franz Söllner
- 1796–1818: Carl Fredrik Ficker
- 1802–1807: Johann Franz Brendler
- 1809–1819: Gustaf Adolph Ficker
- 1811–1812: A. Berntsson
- 1813–1818: Johan Daniel Dille
- 1818–1834: Lars Johan Appelberg
- 1820–1846: Johan Ludvig Ebeling
- 1829–1841: Carl Friedrich Bock
- 1835–1837: Lars Johan Appelberg
- 1836–1865: Carl Ludwig Heinrich Winkler
- 1841–1867: Christian Gelhaar
- 1846–1847: Wilhelm Louis Löwe
- 1847–1849: Lars Petter Westerdahl
- 1849–1854: Heinrich Herman Franzen
- 1855–1856: Fredrik Hällgren
- 1857–1884: Louis Müller
- 1863–1896: Carl Gustaf Fredriksson
- 1866–1871: Jean Baptiste Sauvlet
- 1867–1868: August Edgren
- 1872–1878: Oscar Ferdinand Herrmann
- 1872: Oscar Borg
- 1876–1887: Gustaf Albert Kuhlau
- 1884–1889: Gustaf Palmqvist
- 1884–1928: Orion Östman
- 1888: E. V. Lindström
- 1889–1920: Erik Högberg
- 1889–1915: Gustaf Palmblad
- 1897–1910: Victor Brandt
- 1910–1911: O. Brandt
- 1911–1913: A. Berntsson
- 1913–1944: Emil Lé Mon
- 1916–1919: V. Lindström
- 1919–1955: Gösta Larsson
- 1920–1942, 1954–1961: Knut Almroth
- 1928–1965: Nils Theodor Olofsson
- 1942–1970: Torsten Berg
- 1944–1954: Carl Achatz
- 1955–1964: Eric Holmstedt
- 1960–1991: Alf Persson
- 1961–1962: Eje Lars Kaufeldt
- 1963–1998: Lars Fjällskog
- 1964–1997: Stig Bengtson
- 1965–1996: Bernt Nyholm
- 1969–1999: Jerker Halldén
- 1970–1972: András Adorján
- 1972–1973: Sven-Olof Johansson
- 1991–2012: Barbro Lindvall
- 1991–2016: Erik Frieberg
- 1996–: Peter Fridholm
- 1997–1998: Jan Bengtson
- 1999–2002: Cecilie Løken
- 2001–2009: Anders Böhler
- 2005–: Susanne Hörberg
- 2010–: Henrik Månberg
- 2012–2014: Nina Rasmussen
- 2015–2017: Jenny Samuelsson
- 2016–: Indra Strautmanis
- 2018–: Guro Pettersen

## Oboister
- 1696–1721: Johann Knapp
- 1704–1733: Westen Linnert
- 1740–1748: Johan Gotthard Sander
- 1751–1777: Johan Hindrich Bulau
- 1764–1780: Heinrich Philip Klusmeijer
- 1773–1783: Johan Fredrik Grenser
- 1780–1789: Anton Jakob Petrini
- 1782–1786: Salvatore Harrington
- 1784–1823: Johann Gottlieb Mayer
- 1785–1828: Friedrich Gottlieb Strohmann
- 1785–1797: Carl Friedrich Fischer
- 1793–1797: Heinrich Pannenberg
- 1797–1818: Carl Abraham Sauvage
- 1800–1806: Carl Matthées
- 1804–1825: Christian Fredrik Ficker
- 1813–1815: W. Czerwenka
- 1815: Carl Braun
- 1825–1850: Bror August Gelhaar
- 1827–1868: Fredrik Gelhaar
- 1834–1857: Friedrich Moritz Friebel
- 1850–1880: Christian Carl Fredrik Lunow
- 1857–1862: Emilius (Emil) Lundh
- 1861–1880: Gustaf Rosbeck
- 1862–1894: Knut Erik Lindbom
- 1865–1866: Oscar Ringwall
- 1867: Wilhelm Julius Theodor Asp
- 1869: Carl Johan P. Köbel
- 1880–1898: Bruno Mahlke
- 1880–1884: Herman Mathias Pettersson
- 1884–1900: A. W. Lindman
- 1894–1928: Albert Ehnstedt
- 1896–1938: Georg Pegel
- 1899–1908: N. G. Lundberg
- 1901–1902: Ernst W. Säflund
- 1901–1909: J. Rolf Arnoldsson
- 1908–1910: A. W. Lindman
- 1909–1949: Sigurd Rydberg
- 1910–1938: John Berg
- 1928–1956: Erik Arnbom
- 1938–1943: Rolf Lännerholm
- 1938–1969: John Wickström
- 1943–1946: Torleif Lännerholm
- 1946–1951: Lars Olof Loman
- 1949–1980: Erik Sandberg
- 1952–1985: Lars Stark
- 1956–1961: John Zimmerman
- 1958–1962: Alf Nilsson
- 1961–1964: Lars Skoglund
- 1962–1992: Tivadar Bantay
- 1964–1973: Ingvar Holst
- 1969–1972: Vincent Lindgren
- 1971–2004: Per-Olov Petersson
- 1972–1974: Michael Axelsson
- 1973–1985: Lorentz Larsson
- 1977–1978: Kerstin Hallin
- 1979–1983: Bengt Rosengren
- 1981–1986: Ulf Bjurenhed
- 1983–1984: Kennet Bohman
- 1984–1995: Helen Rosing
- 1984–1985: Mårten Larsson
- 1995–1997: Ulf Bjurenhed

## Klarinettister
- 1780–1786: Christian Traugott Schlick
- 1780–1789: August Heinrich Davidsohn
- 1785–1812: Georg Christian Thielemann
- 1786–1814: Carl Sigismund Gelhaar, pukslagare (även klarinettist 1785–1793)
- 1789–1805: Johann Ignaz Straninsky
- 1793–1834: Bernhard Crusell
- 1798–1818: Johann Christian Schatt
- 1813–1816: Carl A. Schultze
- 1814–1819: M. J. Schulze
- 1816–1836: Johan Carl Fredrik Fiebelkorn
- 1817–1820: Leutsch, klarinettist
- 1824–1830: Jacob Albert Fabian
- 1830–1854: Christian Fredrik Wilhelm Böhme
- 1834–1871: Carl Johan P. Köbel
- 1838–1844: Fredrik Steude
- 1844–1850: Edvard Mauritz Friedrich Otto Herse
- 1850–1875: Fredrik Sjöberg
- 1854–1880: Fredrik Wilhelm Zimmermann
- 1863–1868: C. J. Lindman
- 1863–1868: C. P. Wacklin
- 1866–1868: Wilhelm Julius Theodor Asp
- 1871–1892: Johan Kjellberg
- 1872–1895: Carl Gustaf Julius Ehrling
- 1880–1909: Carl Palmblad
- 1883–1888: Carl Erik Forsman
- 1889–1909: Carl Erik Wigström
- 1894–1931: Emil Hessler
- 1896–1901: J. Rolf Arnoldsson
- 1901–1938: Axel W. Fredin
- 1909–1917: J. Rolf Arnoldsson
- 1909–1914: Bror Axel Johansson
- 1914–1954: Mauritz Andersson
- 1918–1946: Hilding Eliasson
- 1931–1946: Gustaf Wilhelm Skarup
- 1938–1974: Ivar Svengard
- 1946–1976: Karl Gustav Pettersson
- 1947–1958: Bertil Carlsson
- 1954–1961: Ulf Nilsson
- 1958–1964: Nils Otteryd
- 1959–1975: Bertil Elfstrand
- 1961–1996: Lars Åhman
- 1965–2002: Hans Bergman
- 1966–1975: Olle Schill
- 1975–2003: Leif E. Hellman
- 1975–2013: Carl Johan Nilson
- 1976–1991: Kjell Fagéus
- 1976–1980: Sölve Kingstedt
- 1980–1983: Lars-Gunnar Wåhlstedt
- 1984–1987: Mats Wallin
- 1988–2015: Lennart Jonsson
- 1991–: Per Billman
- 2001–: Staffan Mårtensson
- 2003–: Robert Hegg
- 2016–: Romola Smith
- 2018–: Mattias Larsson

## Fagottister
- 1751–1777: Johan Hindrich Bulau
- 1778–1781: Nicolaus Cloos
- 1782–1820: Christian Gottlieb Scherber
- 1782–1783: Georg Johann Abraham Berwald
- 1783–1785: Gottlieb Rungstock
- 1785–1789: ? Schneider
- 1785–1786: Gottlob Schicht
- 1790(?)–1811: Johan Fredrik Hoffmann
- 1793(?)–1808: Wilhelm Fredrik Peters
- 1802–1807: Johan Christofer Kluth
- 1811–1819: Johan Conrad Preumayr
- 1811–1835: Franz Carl Preumayr
- 1816–1818: Nils Ljungberg
- 1820–1823: Carl Josua Preumayr
- 1820–1844: Johann Ludwig Wiedemann
- 1824–1847: Johann August Hellmann
- 1835–1873: Ludwig Grabow
- 1844–1865: Johan Oscar Dille
- 1847–1869: Carl Alfred Leonardt Kleingardt
- 1848–1850: Christian Skånberg
- 1850–1877: Albert Arnold Wilhelm Köpper
- 1863–1885: Christian Skånberg
- 1865–1868: Per Ökner
- 1869: Carl Johan P. Köbel
- 1873–1880: August Kjellbergt
- 1877–1884: Franz Sálek
- 1879–1891: Johan Carl Wehmeyer
- 1884–1891: August Kjellbergt
- 1885–1922: Carl Johan Henrik Uppström
- 1887–1888: Frans Emil Mauritz Lindström
- 1889–1901: Emil Sahlström
- 1894–1928: Oscar Brunzell
- 1894–1897: John Ekblad
- 1898–1900: Johan Caesar Wåhlberg
- 1901–1904: Axel Gunnar Gerhard Ericsson
- 1902–1929: Thure Julin
- 1904–1906: A. Werner
- 1909–1917: E. Flodqvist
- 1916–1951: Erik Strömblad
- 1922–1947: Nils Holmqvist
- 1928–1950: Valdemar Tengberg
- 1929–1967: Gösta Montell
- 1947–1980: Sixten Sundin
- 1950–1968: Per-Wilhelm Rahm
- 1952–1985: Knut Jönsson
- 1963–1972: Eddy Johnson
- 1968–2000: Hans Samuelsson
- 1969–1981, 1985–2009: Peter Höglund
- 1972–1981, 1985–1987: Bo Nilsson
- 1979–1984: Carl Johan Nordin
- 1985–1986: Lars Wallén
- 1986–2008: Christian Davidsson
- 1986–: Birgitta Winland
- 1988–: Peter Johansson
- 2002–2007, 2012–: Berthold Grosse
- 2009–2010, 2012–: Adam Nyqvist
- 2010–: Anders Engström

## Valthornister
- 177?–1782: Luigi Antonio Böhm
- 177?–1782: Wentzel Böhm
- 1782–1787: F. Strasser
- 1782–1787: Johannes Fuchs
- 1784–1808: Johann Joseph Steinmüller
- 1784–1798: Wilhelm Steinmüller
- 1785–1797: Johan Gottlob Richter
- 1785–1793: Johan Daniel Trache
- 1796–1811: Carl Friedrich Wilhelm Teusser
- 1796–1804: Johann Livornio Oschmann
- 1798–1815: Johan Gustaf Grönroos
- 1798–1831: Erik Johan Taxell
- 1801–1833: Johann Michael Friedrich Hirschfeld
- 1804–1806: C. Lehman
- 1815–1816: Hans Jacob Tengwall
- 1816–1828: Gottlieb Petersen
- 1823–1841: Johan August Christian Gürtler
- 1823–1847: Carl Anton
- 1828–1836: Christian Gotthilf Schuncke
- 1833–1834: Carl Fredrik Livengren
- 1833–1859: Johan Emanuel Heidenreich
- 1841–1866: Frans Gustaf Möller
- 1847–1858: Johan Gustaf Sandström
- 1847–1869: Carl Alfred Leonardt Kleingardt
- 1858: Axel Adam Swensson
- 1859–1867: P. Fernbacher
- 1866: Gustaf Walfrid Carlström
- 1866–1868: Per Adolf Landberg
- 1866–1868: Otto Pettersson
- 1868–1896: Carl Otto Östman
- 1871: Carl Jacob Robert Küsel
- 1872–1875: Pehr Johan Frohmann
- 1879–1883: Oscar Bernhard Blomqvist
- 1884–1924: Fritz Otto Östman
- 1889: P. Witte
- 1890–1892: Oscar Bernhard Blomqvist
- 1894: Carl Almgren
- 1896–1916: P. Erik Carlqvist
- 1896–1902: G. P. V. Söderstedt
- 1902–1903: Anton Lé Mon
- 1902–1943: Hugo Isakson
- 1903–1944: Oskar Fredrik Wennberg
- 1903–1947: Nils Henrikson
- 1905–1918: Carl Sigfrid Ekström
- 1917–1955: Georg Björklund
- 1918–1953: Georg Hellman
- 1938–1968: Bertil Strange
- 1943–1946: Rune Kåhrvall
- 1944–1982: Gunnar Rödin
- 1946–1981: Carl Anders Claesson
- 1947–1961: Bengt Erik Olsson
- 1953–1990: Bengt Belfrage
- 1955–1979: Hans Folke Björkman
- 1959–1960: Willem Foch
- 1959–1961: Ib Lanzky-Otto
- 1960–1993: Sune Söderberg
- 1961–1995: Erik Larsson
- 1961–1962: Leif Nilsson
- 1962–1998: Karl-Johan Hallander

## Trumpetare
- 1559–1565: Christoffer von Husum, fedlare, 1559–1565 (trumpetare, basunare eller pipare 1536–1566?)
- 1764–1765: Petter Rydberg
- 1782–1804: Carl Merckl
- 1782–1785: Johannes Peschko
- 1785–1789: Christian Filip Hindrichson
- 1792–1800: Lorenz Merckl
- 1792(?)–1807: Franz Werner
- 1792(?)–1806(?): Johan Fredrik Hammer
- 1807–1820: Johan Christofer Kluth
- 1811–1819: Carl Friedrich Wilhelm Teusser
- 1811–1813: F. S. Ebert
- 1814–1815: Fr. Schulze
- 1816–1818: Carl Müller
- 1820–1848: Erik Granberg
- 1820–1830: Carl Gottlieb Köhler
- 1830–1833: Jonas Paul Carlbaum
- 1833–1875: Carl Gustaf Sundgren
- 1848–1878: Axel Heinrich Peipke
- 1853–1880: Johan Axel Rundberg
- 1863–1867: Wilhelm Severin Söderholtz
- 1867–1868: Lars Oscar Uno Thulin
- 1872–1894: Johan Adolf Jonsson
- 1878–1902: Frans Gustaf Rydberg
- 1878–1880: Carl Johan Erlandson
- 1880–1893: Johan Fredrik Uppgren
- 1880–1881: Frans Josef Thulin
- 1894–1927: Knut Abel Höglund
- 1894–1909: Oscar Bernhard Blomqvist
- 1896–1929: Ernst Albin Kindström
- 1902–1903: Knut Gustav Höglund
- 1904–1913: E. Nilsson Willners
- 1908–1944: Knut Gustav Höglund
- 1914–1951: Alfred Johansson
- 1927–1962: Allan Olsson
- 1929–1955: Karl-Anton Wåhlander
- 1944–1948: Ivar Pettersson
- 1948–1982: Sven-Ingvar Svensson
- 1952–1987: Per Olof Kjell
- 1956–1992: Stig Carnhage
- 1961–1996: Nils-Erik Nilsson
- 1963–1995: Karl-Arthur Wahlström
- 1965–1981: Göran Åkestedt
- 1981–1983: Bengt Paulsson
- 1983–: Urban Eriksson
- 1983–: Kent Jonsson
- 1990–: Joakim Wangendahl
- 1993–: Jonas Palsten
- 1995–2019: Lars Gerdt
- 1996–: Tora Thorslund
- 2020–: Keitaro Shimizu

## Trombonister och basunister
- Christoffer von Husum, fedlare, 1559–1565 (trumpetare, basunare eller pipare 1536–1566?)
- 1578–1593: Anders (Stanislaus) Paulofski, basunblåsare
- 1594–1598: Torsten Basunblåsare (cantor?)
- 1641–1646: Simon Rudolph, basunist
- 1811–1812: V. Larsson, basunist
- 1816–1833: Carl Peter Möller, basunist
- 1820–1830: Jonas Paul Carlbaum, basunist
- 1834–1849: Johan Albert Otto Kuhr
- 1836–1853: Carl Gustaf Carlström
- 1836–1862: Carl Fredrik Sandberg
- 1849–1857: Louis August Ferdinand Kördel (altviolinist 1844–1849)
- 1853–1878: Fredrik Wilhelm Ringvall
- 1854–1871: Carl Fredrik Billman
- 1863–1894: Alrik Otto Sundgren
- 1863–1868: Fredrik Gustaf Östman
- 1872–1905: Carl Georg Nordström
- 1878–1905: Hugo Hjalmar Ludvig Landberg
- 1884–1918: Axel Waldemar Lundgren
- 1894–1919: Carl Henrik de Grade
- 1900–1938: David Sahlberg
- 1905–1909: W. Liljeborg
- 1910–1911: Karl Gustav Jansson
- 1911–1913: P. Dombrowsky
- 1911–1949: Erik Lagerborg
- 1911–1913: Viktor Larsson
- 1913–1924: Viktor Hugo Qvarnström (kontrabasist 1924–1946)
- 1914–1938: Karl Westberg (tuba 1938–1942)
- 1918–1947: Sigfrid Cederlund
- 1929–1936: N. O. Hjelm
- 1936–1970: Sven Svensson
- 1938–1970: Erik Tilling
- 1947–1978: Carl-Otto Naessén
- 1949–1986: Göran Andersson
- 1961–1993: Hans G. Lundvik
- 1970–1996: Sven-Erik Eriksson
- 1970–1971: Pertti Hostikka
- 1971–2005: Jan Andersson
- 1977–1990, 1993–: Ulf Väremo
- 1978–1982: Ola Rönnow
- 1982–1990: Erik Stenborg
- 1990–2004: Thorbjörn Svensson
- 1995–2012: Håkan Björkman
- 2003–: Espen Aareskjold
- 2005–2010: Mikael Appelgren
- 2010–: Rickard Ekenblom

## Bastrombonister
- Lars Westergren, 1986–
- Mikael Carlsson, 1993–

## Tuba
- Karl Westberg, 1938–1942 (trombonist 1914–1938)
- Gunnar Möller, 1942–1975
- Christer Palm, 1976–1988
- Carl Jakobsson, 1987–

## Harpister
- Nicholaus Hoffmann, lutenist och harpeslagare, 1541–1544
- Laurens Glenche, "harpeslagare", 1578–1615
- Carl Gustaf Carlsson, harpist, 1811–1821
- Bernhard Fatscheck, harpist, 1822–1823, 1829–1833
- Maria Paulina Åhman, 1856–1881
- Mauritz Carlson, 1874–1875
- Carl August Lundin, 1879–1886
- Josef Lang, 1886–1924
- Anna Lang, 1890–1921
- Ingrid Fagerström, 1921–1957
- Astrid Lindström, 1928–1930 och 1938–1958
- Anna Stångberg, 1954–1960
- Karin Lilliebjörn, 1958–1959
- Christine Mühlbach-Eriksson, 1961–2003
- Kristina Olsson, 1962–1985
- Åsa Lännerholm, 1984–

## Pukslagare
- 1526–1538: Mårten pukare (samma som Martin 1527?)
- 1527–1533: Jakob
- 1544–1545: Hans Knecht
- 1547–1548: Jacob Wärsell
- 1547–1548: Silvert Ritz (Rütz)
- 1549–1551: Nic. Braken
- 1550–1551: Nicolaus
- 1551–1565: Berit
- 1552–1553: Claes Tandfager
- 1552–1553: Henrik påkare
- 1557: Olof pukare
- 1557–1559: Augustinus
- 1558–1565: Mats pukare
- 1561: Nils pukslagare
- 1561–1565: Nicolaus (Claus)
- 1566–1577: Mats Henriksson
- 1566: Henrik pukaredräng
- 1566–1602: Paul Andersson
- 1571–1598: Per Hansson (Per, Päder, pukslagare, 1593)
- 1589, 1590: Erik Pukedräng
- 1605–1608: Erik Paulsson
- 1606–1621: Bengt Eriksson
- 1633–1634: Nils Persson
- 1774–1796: Christian Ludwig Kuhlau(även flöjtist)
- 1785–1792: Johan Fredrik Böritz
- 1786–1814: Carl Sigismund Gelhaar (även klarinettist 1785–1793)
- 1804–1806: Olof Johan Örnberg
- 1811–1815: Gottlieb Ernst Klünder
- 1815–1820: Carl Eric Stenvik
- 1816–1817: Chave
- 1820–1853: Christian Fredrik Malmsjö
- 1853–1859: August Adolf Berens (violinist 1852–1853)
- 1859–1866: Friedrich Wilhelm Theodor Pieper (altviolinist, 1847–1859)
- 1866–1869: Jakob Fredrik Orion Köhlström
- 1866–1868: Aron Ericson
- 1871–1904: Aron Ericson
- 1906–1909: Aron Ericson
- Oscar Carlsson
- 1939–1953: Karl Kenne
- 1953–1969: Gunnar Kindblad
- 1966–1972: Bengt Rydberg
- 1969–1995: Béla Oláh

## Slagverk
- Abraham Köhlström, 1848–1852
- S. J. Norberg, 1848–1853
- L. P. Wallius, 1848–1882
- J. C. Hedin, 1853–1892
- Aron Ericson, 1866–1868
- G. A. Gille, 1883–1886
- Oscar Carlsson, 1888-1898
- Carl Adolf Bernhard Kock, 1888–1910
- Johan Eduard Andersson, 1895–1939
- Walentin Jansson, 1911–1949
- Fritz Leonard Everling, 1922–1923
- Carl Carlson, 1938–1957
- Karl Kenne, 1938–1939
- Bengt Rydberg, 1938–1966
- Rune Thorsén, 1949–1972
- Evert Eck, 1956–1957
- Janos Kajlinger, 1958–1989
- Börje Olsson, 1959–1972
- Béla Oláh, 1966–1969
- Hedvig Oláh, 1969–1993
- Anders Jonsson, 1972–2002
- Jörgen Andersén Fjeldgaard, 1973–1998
- Johan Silvmark, 1988–1989
- Markus Leoson, 1990–1993
- Joakim Anterot, 1991–2011
- Björn Persson, 1991–1992, 2002–2004
- Rolf Thunander, 1993–
- Fredrik Björlin, 1993–2001
- Roger Svedberg, 1999-
- Ludvig Nilsson, 2000–
- Anders Haag, 2002–2003
- Helena Gabrielsson, 2005–2006
- Rhett Del Campo, 2006–2010
- Jonas Blomqvist, 2010–2011
- Olle Pettersson, 2011–

## Sångare
- 1538: Henrik, sångare
- 1560-talet: Gert Cantor, vokalist
- 1618–1636: Jöns Mårtensson, bassångare
- 1620–1630: Caspar Zengel, tenorist
- 1620–1623: Elias Dannefelt, tenorist, falsettsångare
- 1620–1650: Christoffer Springer, diskantist
- 1620–1649: Godtfriedt Schmidt, diskantist
- 1621–1623: Swen Mårthenson, diskantist
- 1621–1623: Gottfrid Fabritzius, diskantist
- 1624–1633: Jacob Schmidt, falsettist, vice kapellmästare
- 1624–1639: Jochim Rostock, bassångare
- 1639–1673: Friedrich Scherle, diskantist, violist
- 1639–1647: Ambrosius Scherle d.y., diskantist
- 1641–1646: Johann Rudolph, diskantist
- 1646–1663: C. Oubri (Vbri), tenorist, (1641)
- 1645–1653: Magnus Andersson, diskantist
- 1646–1650: Johan Krüger, altist
- 1647–1648: Peter Düben, diskantist
- 1647–1648: Tobias Honou, diskantist
- 1648–1653: Christoffer Steinhäuser, sångare
- 1649–1658: Peter Düben, diskantist
- 1650: Jean Baptiste Preudhomme, sångare
- 1650: Johan Faber, sångare
- 1650–1651: Munier, sångare
- 1650–1653: Joseph Chabanceau de La Barre, sångare
- 1651–1652: Bomon, vokalist
- 1653–1654: Anne Chabanceau de La Barre, vokalist
- 1663–1675: Nicolaus Olai Hiller, bassångare
- 1663: Adam Kock, bassångare
- 1663–1669: Paul Prevost, altist
- 1663: Benou, diskantist
- 1665–1674: Nicolaus Düben, diskantist
- 1666–1674: Carl Hintz, violist, sångare
- 1670: Christian Geist, organist, sångare
- 1670: Johann Adolph Bino, diskantist
- 1671–1679: Christian Geist, organist, sångare
- 1674–1688: Reimer Krampau, violist, sångare
- 1675–1679: G. Port, diskantist
- 1675–1677: Nicolaus Düben, diskantist
- 1675–1679: Joh. Wattson, diskantist
- 1679–1682: Kristian Ludvig Krampau, diskantist
- Chr. Crampe, diskantist, 1679, ?–1682
- 1679–1680: Johann Arendt Bellman, diskantist
- 1680–1683: Olaus Beckius, bassångare
- 1680: Jacob Kremberg, altsångare
- 1680–1681: Johan Gottfriedh Heuffling, bassångare
- 1681: Keighfar, diskantist
- 1682–1685: Chr. Kempfer, diskantist
- 1683–1695: Johann Kessell, bassångare
- 1683–1685: Joachim von Düben, diskantist
- 1685–1686: Gottfrid Krampau, diskantist
- 1702: Maria de Croll, första diskantist
- 1714: Anna Maria Ristell, diskantist
- 1727–1750: Sophia Schröder, vokalist
- 1727–1740: Judith Fischer, vokalist
- 1740–1763: Gustaviana Schröder, vokalist
- 1743: Cecilia Elisabeth Würzer, vokalist
- 1750: Hedvig Witte, vokalist.
- 1755–1764: Giovanni Croce, vokalist

## Sinkenister
- Bartholomeus Schultz, sinkenist, vice kapellmästare, 1620–1623
- Melchior Weissell, sinkenist, 1620–1648
- Petter Waldenburg, sinkenist, 1624–1641

## Skalmejister
- Carl Nilsson–Håår, skalmejblåsare, 1697–1703

## Trumslagare
- Olof trumslagare, trumslagare, 1533
- Paul (Påvel) trumslagare, trumslagare, 1540–1542
- Henrik trumslagare, trumslagare, 1540–1551
- Staffan trumslagare, trumslagare, 1544–1548
- Lorens trumslagare, trumslagare, 1547–1550
- Wolff trumslagare, trumslagare, 1548–1551
- Lars (Lasse),trumslagare, 1548 (står även som blåsmusiker 1546)
- Sixtus, trumslagare, 1548
- Casper, trumslagare, 1548
- Jakob Braken, trumslagare, 1549
- Jöran Jakobsson, trumslagare, 1550
- Jöran trumslagare, trumslagare, 1551
- Erik trumslagare, trumslagare, 1551
- Hans trumslagare, trumslagare, 1551
- Claes, trumslagare, 1553
- Jöns Jonsson, trumslagare, 1558
- Henrik Lucasson, trumslagare, 1558
- Marcus Marcusson, trumslagare, 1559
- Peder trumslagare, trumslagare, 1559
- Olof Jonsson, trumslagare, 1559 (samma som nedan?)
- Bernt Jansson, trumslagare, 1559
- Bernt Jansson, trumslagare, 1559
- Nils Hindersson, trumslagare, 1559
- Mats Hindersson, trumslagare, 1562
- Mårten Jan, trumslagare, 1598

## Lutenister
- 1534–1578: Jeronimus (1578:"Jören, lutenist och gammal secreterare.")
- 1537–1544: Cornelius
- 1540–1548: Bertil Larsson ("Cornelius dräng")
- 1541–1544: Nicholaus Hoffmann (även harpeslagare 1541–1544)
- 1544–1545: Baltzar Hoffmann
- 1544–1546: Casper Hoffmann
- 1618–1621: Reimich
- 1621–1638: Zacharias Krause
- 1623–1624: Johan Baptista
- 1635–1638: Frantz Behr
- 1643: Gottschalk Behr
- 1644–1647: Pichon (Bichon)
- 1646–1647: Bischow
- 1646–1648, 1656–1673: Johan Bengtsson
- 1649–1650: Bethune
- 1651–1652: Picquet
- 1666–1699: Hinrich Niewerth

## Fedlare
- 1534–1551: Hans Grothe (Hans fedlare)
- 1534: Thomas
- 1534: Stenius
- 1534: Alexius (Lucius, fedlare, 1536)
- 1544–1551: Albrecht von Petterkow
- 1544–1551: Albrecht von Posen
- 1549: Hans Polack
- 1549: Nicolaus
- 1552–1556: Nicolaus
- 1551: Mats
- 1552–1561: Albrecht (d.ä. och d.y.) (möjligen samma som Albrecht Pichius)
- 1553: Marcus Antonius
- 1553–1557: Johannes Italianij
- 1553–1559: Franciscus (Frans)
- 1556–1568: Thomas Italiani
- 1557: Joneta
- 1557: Angelus Ventura
- 1573–1588: Angelus Ventura
- 1558–1560: Albrecht Pichius (se Albrecht fedlare)
- 1559–1565: Bernt von Andrup
- 1559: Hans von Bremen
- 1559–1565: Christoffer von Husum (trumpetare, basunare eller pipare 1536–1566?)
- 1560–1561: Artur Gürlo
- 1560–1565: Franciscus Paduanis
- 1560–1565: Paduanis Franciscus
- 1560–1566: Franciscus Gardiadello
- 1560–1565: Jeronimus Gardiadello
- 1560–1561: Franciscus Lucatellus
- 1562–1569: Therenio (Thaittero) Hercules
- 1565–1578: Christoffer Bannechiero
- 1565: Hans Italianij
- 1565–1566: Franciscus Bannechiero
- 1565–1566: Thadeus Bannechiero
- 1565–1593: Casper Faber (Fabrius, Fabrus)
- 1565: P. Halstensson (står även som blåsmusiker 1565)
- 1566: Filip Jannesson
- 1566: Hans Gregersson
- 1566–1573: Jeronimus
- 1569–1572: Noel de Bonatio (Bonefia)
- 1569: Jacques Harden
- 1569–1572: Casper Mafi (möjligen trumpetare)
- 1571–1577: Thomas Brandy,
- 1571–1577: Richardus Fello
- 1572–1574: Hans (Johannes) Svart
- 1578–1590: Bartolomeus Kelfner (Kelner)
- 1578–1581: Bertil Fucht (Fugt)
- 1580–1586: Dom.Bannechiero
- 1580–1589: Thomas Haas (Hase)
- 1580–1588: Hans Axe (Exe)
- 1580–1583: Hans Martinus
- 1587–1607: Bertil Muskower
- 1588–1591: Bertil Bonsack (möjl. organist)
- 1590: Joachim Nielsen
- 1602–1611: Måns Jönsson

## Organister och kantorer
- 1547–1568: Hans Gast (Mäster Hans Componista) (möjligen Hans Larsson, orgellekare, 1540–1542)
- 1544: Olof Svart (står även som blåsmusiker 1544)
- 1547–1598: Johan Regnier
- 1556–1566: Gerdt von Kampen
- 1556: Hans Künner
- 1556–1557: Jacob Skotte ("musicus")
- Carolus, organist, cantor, 1558–1559 (möjligen fedlare 1557)
- 1559: Jeronimus
- 1559–1566: Johan Baston (Johan Componista)
- 1560: Mårten
- 1560–1574: Jacobus Thome
- 1561: Greger
- 1566: Fredrik
- Hans Jönsson, organist, cantor, 1566 (samma som blåsmusikern Hans Jönsson 1565?)
- 1566–1577: Casper Jacobsson
- 1566–1568: Hercules
- 1569–1581: Hans Williamsson
- 1572–1577: Johannes Svart ("musicus")
- 1574: Ambrosius
- 1574: Jörna Mattsson
- 1582–1592: Laurentius Andrae
- 1582, 1591–1592: Knut Persson
- 1582: Lambrecht
- 1582–1592: Israel Olsson
- 1582–1592: Andreas Jonae
- 1582–1592: Johan Persson
- 1582–1592: Ambrosius Svensson
- 1582–1592: Per Nilsson (möjligen samma som Per Nilsson, 1582)
- 1582–1592: Laurentius Paulij
- 1591: Per Olufsson
- 1591: Henrik Jönsson
- 1591: Eric Olufsson
- 1591: Israel Nilsson
- 1591: Johannes Petri
- 1591: Hans Winnis
- 1591: Per Persson (Pelle)
- 1591–1592: Lars Paulsson (Lasse Påvelsson)
- 1591–1592: Caroli Stigelius
- 1591: Per Eriksson
- 1592: Per Andersson
- 1593: Knut Cantor
- 1598: Suca
- 1602: Hans Man
- 1602–1611: Torsten Jönsson (Torstenius Johannes, 1592), (möjligen Torkel Johansson, 1591)
- 1626–1633: Martin Düben, organist
- 1636–1680: Jacob Olofsson, organist
- 1642–1662: Anders Düben d.ä., organist, kapellmästare
- 1663–1690: Gustaf Düben d.ä., organist, kapellmästare
- 1670, 1671–1679: Christian Geist, organist, sångare
- 1681–1682: Christian Ritter, organist, vice kapellmästare
- 1688–1699: Christian Ritter, organist, vice kapellmästare
- 1681–1704: Christian Krahn, organist
- 1700–1702: Reinhold de Croll, organist
- 1704–1710: Reinhold de Croll, organist
- 1704–1709: Peter Brunsberg, organist
- 1711–1728: Michael Zethrin, organist
- 1715–1751: Ferdinand Zellbell d.ä., organist
- 1728: Ernst Johan Londicer, organist
- 1728–1746: Nicolaus Schlüter, organist

## Gambister
- 1620–1621: Alexander Gabriel
- 1624–1627: Alexander Gabriel
- 1648: Alexander Gabriel
- 1650–1679: Hans Heinrich Tauscher
- 1678–1719: Johann Christoph Wolff

## Pipare
- 1527–1533: Filius
- 1536–1566: Christoffer von Husum (trumpetare, basunare eller pipare)
- 1540–1554: Ydel (Aidel)
- 1548: Cilianus
- 1548–1551: Hans
- 1549–1558: Jören pipare ("gamle Jören pipare" 1580–1593)

## Övriga
- Anders, 1551–1553
- Adam, 1526–1533
- Albrecht, 1559–1560
- Baltzar Fredag, 1585–1598
- Greger, pipare, 1565
- Henrik Gudmundsson, 1567–1568
- Hans Hundt, 1584–1587
- Anders Germundsson, 1565
- Gisle, 1552–1553
- Olof Jonsson, 1561
- Knut Jönsson, 1565
- Mats Jönsson, 1565
- Eric Karp, 1593
- Michael Kistner, 1560–1580
- L. Enninger, 1879, 1886
- Anders Ericsson, 1585–1586
- Clemens Ericsson, 1590
- Jöns Ericsson, 1585–1594
- Måns Ericsson, 1589–1590
- Mårten Ericsson, 1565
- Per Ericsson, 1593
- Eric Eskilsson, 1582–1592
- Arendt Hansson, 1580–1590
- Bertil Hansson, 1582
- Eric Hansson, 1582
- Eskil Hansson, 1592
- Jöns Hansson, 1563
- Mats Henning, 1592
- Anders Henningsson, 1565
- Henrik Henriksson, 1565–1572
- Jöns Henriksson, 1571–1577
- Lars Henriksson, 1565
- Henrik, 1532–1553
- Mårten Henriksson, 1568–1577
- Greger, 1526–1528
- Jörgen Heyde, 1549–1582
- Jöran, 1526–1528
- Jöran Finne, 1565
- Lars Christoffersson, 1572
- Simon Conradi, 1558–1579
- Carlsson, 1546
- Berndt, 1560
- Bertil, 1551–1553
- Paul Bengtsson, 1565
- Bastian, 1546–1556
- Clemens Nilsson, 1591–1594
- Håkan Nilsson, 1585–1598
- Rasmus Nilsson, 1582–1598
- Mats, 1527
- Mats Finne, 1565
- Henrik Mattsson, 1591
- Jöran Mattsson, 1565
- Mårten Mattsson, 1561
- Simon Mattsson, 1566–1588
- Hans Michel, 1546
- Gabriel Michelsson, 1588–1592
- Nils Michelsson, 1558–1580
- Olof Michelsson, 1565
- Erik Paulsson (Påvelsson), 1558–1561
- Per Paulsson, 1582, 1592
- Håkan Persson, 1572–1577
- Thomas Persson, 1553–1561
- Frans Larsson, 1582–1583 (möjlig felskrivning för Frans Ohlsson)
- Måns Larsson, 1588–1592
- Thomas, 1565, 1588–1590
- Thomas Finne, 1565 (samma som ovan?)
- Hans Thomasson, 1565
- Thorsten Thorbjörnsson, 1565
- Sven Thorstensson, 1588
- Lars Ulffsson, 1565
- Per Månsson, 1593
- Thomas Månsson, 1566
- Lorens (Laurens), 1532–1545
- Olof (på Elfsborgs slott), 1584–1586
- Per Olsson, 1572–1588
- Mårten Jönsson (Jonsson), 1565, 1588–1594
- Olof Jönsson, 1561–1565
- Eric Jonsson, 1592
- Måns Carlsson, 1572–1598
- Lazarus Zeiferth, 1556–1557
- Thomas Withes, 1565–1566
- Siann ("Mäster", "Componista"), 1566–1589
- Henrik Skram, 1537–1538 (59)
- Rasmus (hos hingstriddaren), 1582–1598 (Asmus)
- Henrik Throches, 1569–1572 (möjligen Henrik Pragge, 1571)
- Staffan Troknecht, 1532–1538 ("Staffan Trometer" 1537–1538)
- Hans Verulkii, 1553–1572 ("Hans Trometer", 1553–1557)
- Jeronimus (Jörgen) "Store och lille J.", 1532–1533, 1544

- 1526–1538: Hans Francke ("Svarte Hans")
- 1532–1533: Kort (Kurt)
- 1532–1538: Rasmus (Asmus)
- 1544–1594: Hans Karchoff (Kirchoff)
- 1544–1548: Hans Rijdder
- 1544–1588: Blasius Fischer
- 1547–1548: Nicolaus (Claus) von Hamburg
- 1547–1553: Jöran von Frankfurt
- 1556–1592: Lazarus Sifvardsson
- 1558–1580: Erik Larsson
- 1558–1606: Rasmus Ifversson
- 1560–1584: Jöran Jacobsson
- 1565: Ulf Jönsson
- 1565: Olof Henriksson
- 1565: Ambrosius Nilsson
- 1565: Jöns Finne
- 1572–1573: Renatus de Plessi
- 1579: Hans von Hertzberg
- 1580–1581: Frans Carlsson (möjligen felskrivning för Frans Ohlsson)
- 1602: Jacob Eskilsson
- 1602: Henrik Nilsson
- 1602–1611: Eric Nilsson
- 1602–1621: Richard Raff
- 1604–1605: Anders Kladrin
- 1604–1621: Anders Håkansson
- 1605–1607: Jöns Nilsson
- 1605–1606: Esbjörn Nilsson
- 1607–1621: Peder Oxe
- 1608: Jacob Ericsson
- 1610–1611: Hermansson
- 1612–1621: Richert Lefwense
- 1615–1621: Rasmus Stensson
- 1615–1618: Anders Brynielsson
- 1615–1637: Hans Andersson, "bandorist"
- 1615–1618: Michel Olsson
- 1615–1617: Johan Jönsson
- 1618: Herman
- 1618–1632: Jonas Ericsson
- 1618–1634: Christian Krause
- 1620–1624: Petter Gabriel, basviolist
- 1620–1649: Johan Hancke, instrumentalbasist
- 1621–1625: Augustin Krause
- 1621–1628: Casper Järna
- 1621: Paul Trodiger
- 1622: L. Kessel
- 1622: M. Burman
- 1622–1624: Chr. Rephun
- 1622–1643: H. Langhe
- 1623–1624: Louis Krantz
- 1626–1628: G. Gentzem
- 1626–1634: J. Augustinus
- 1627: Petter Kornettista
- 1627: W. Wreuter
- 1631–1640: Chr. Rephun
- 1639–1644: Georg Weber, bassångare, teorbist
- 1639–1678: Adam Schütz
- 1640–1655: Jacob Dähne (Dehne)
- 1642: H. Hambler
- 1644–1650: Krieger
- 1645–1650: E.M. Wolckel
- 1645–1650: J.H. Wolckel
- 1648: Samuel Pohle
- 1650: Jörgen Kock
- 1650–1653: Nic. Friese
- 1651–1653: Vegri
- 1651: Alex. Wollen
- 1652–1653: Wolff Wohlfarth
- 1653–1660: Frans Bohl, orgelbyggare, instrumentmakare
- 1667–1678: Conrad Bohn d.ä.
- 1668–1670: J. Schodowsky
- 1674–1679: Samuel Geist
- 1674–1690: Andreas Schultz
- 1679–1691: Alex Düncker (Daniel eller David)
- 1680-1683: Olaus Beckius
- 1680–1710: Conrad Bohn d.y.
- 1681–1685: Johann Flemming
- 1685: Gottfrid Crampe
- 1687: J. Chr. Berg
- 1689–1697: Peter Vogel
- 1692–1694: Pier Antoni Düttier
- 1694–1704: Gottfried Ritter
- 1702–1710: Christopher Andreas Hoppenstedt
- 1702–1728: Jacob Boisman
- 1704–1759: Gustaf Witte, instrumentalist, kompositör, dirigent
- 1711–1736: Baltzar Fetter
- 1715: Bernhard Cheremondie
- 1720–1752: Johan Friedrich Seliger
- 1720–1733: Georg Johan Londicer
- 1726–1740: Carl Franc (1693–1740), dirigent
- 1727: C.G. Grünewald
- 1727–1760: J.H. Meijer
- 1728: Fr. H. Meijer
- 1734–1735: Jac. Dedering
- 1736: Ferdinand Zellbell d.y. (konsertmästare, tit. kapellmästare 1750–1780)
- 1737–1771: Johan Palmstedt
- 1740–1748: J.G. Zander
- 1743–1774: J.D. Zander
- 1746–1758: Paul Dietrich Schernicau
- 1750–1764: Lüdert Dijkman
- 1751–1772: Magnus Anton Bonn
- 1754–1761: Jonas Åhman
- 1762–1777: Lars Lalin, kammarmusikus
- 1764–1776: Petter Lillström
- 1847: Göran Petter Möller